# ملعب الجنرال بابلو روخاس
ملعب الجنرال بابلو روخاس هو ملعب لكرة القدم يقع في حي باريو أوبريرو في أسونسيون، باراغواي. وهو المقر الرئيسي لسيرو بورتينيو. سمي الاستاد باسم الرئيس السابق للنادي بابلو روخاس.
تم استخدام هذا الملعب خلال كوبا أمريكا 1999، واستضافة مباريات أوروغواي وكولومبيا. ومنذ عام 2015، يخضع الاستاد للتوسع وإعادة التصميم لزيادة قدرته على استيعاب 45,000 شخص.